# 塩澤大輔
塩澤 大輔（しおざわ だいすけ、1978年6月2日 - ）は、NHKのアナウンサー。

## 人物
東京都杉並区出身。早稲田大学高等学院を経て、早稲田大学法学部を卒業後、2001年に入局。

## 嗜好・挿話
- 「人生で大切なことの7割は漫画アニメから教わった[2]」と語るなど漫画・アニメ・声優好きを自称して、関連する番組の企画・出演機会もある。FMの東北地方向け特番『ラジコミックス』（2014年12月20日放送）の公式サイトでは「NHKオタアナ」と紹介されている[3]。アニソン好きでもある。
- 同局アナウンサーの松岡忠幸とは同い年かつ「高知・東京放送局勤務経験あり」「漫画アニメ好き」の共通点がある。また高知放送局時代には松岡がスタッフとして携わった「まんさい こうちまんがフェスティバル」では、2人で『TIGER & BUNNY』のコスプレを披露した[4]。

## 現在の担当番組
いずれもチーフプロデューサーとして制作を担当。
- インタビューここから
- アナウンサー百年百話

## 過去の担当番組
鳥取放送局時代
- 鳥取県のニュース・中継・リポート
- とっとりまるごとテレビ
- まるごとワイドとっとり（2004年3月29日 - 2005年3月）

福岡放送局時代
- 福岡県・九州沖縄のニュース・中継・リポート
- 情報ワイド福岡いちばん星（サブキャスター、2006年7月 - 番組終了）
- 九州沖縄スペシャル『朗読ドキュメント 〜もうひとりの星の王子さま・内藤濯〜』（2007年12月21日） - ディレクターとして番組を制作。
- おはようサタデー九州沖縄（2007年4月7日 - 2009年3月28日）
- ニュースなっとく福岡（松尾剛のキャスター代行・2009年9月14日-18日、24日、25日）
- 南の文芸館
- 博多屋台 こまっちゃん（アシスタントDJ）
- ニュース845福岡（不定期）

高知放送局時代
- 高知県のニュース・中継・リポート
- とことん"歌う声優"（FM、2011年8月） - 番組の企画も担当
- こうち情報いちばん（キャスター、2012年度）
- とさ金8（キャスター、2013年度）
- ドキュメント20min.『わたしの“青春”まんが甲子園』（総合、2013年8月20日放送） - ディレクターとして番組を制作、ナレーションも担当。

仙台放送局時代
- ラジコミックス（FM、東北地方ブロックネット、2014年12月20日放送）
- 宮城県・東北地方のニュース
- おはよう宮城（キャスター：2015年3月 - 2016年6月）
- てれまさむね（不定期・中継および平野哲史のキャスター代行）
- ニュースみやぎ845（不定期）

東京アナウンス室時代（1度目）
- 首都圏ネットワーク リポーター・ニュースリーダー（2017年1月17日 - 2019年5月29日）
- ニュース・気象情報・リポート（主に関東甲信越ローカル）
- サイエンスZERO（ナレーター）
- デジなび（キャスター）
- アニソン・アカデミー（FM、不定期出演）
- ラジオニュース（不定期）
- 今日は一日○○三昧（2012年以降の複数回に出演。番組の企画を手がけたこともある）
- NHK音楽祭 シンフォニック・ゲーマーズ（BSプレミアム・2016年 - ）
- ふるさと自慢うた自慢&ふるさと自慢コンサート（ラジオ第1・2018年 - ）
- アニメソング史上最大の祭典〜アニメロサマーライブ〜（BSプレミアム、2016年 ナレーション・2017年 副音声）
- NHKけさのニュース（ラジオ第1）（不定期・土曜 7:00 - 7:15）
- 首都圏ネットワーク（山田大樹の代理キャスター）（2017年8月14日 - 18日）
- 首都圏ニュース845（2018年3月14日・2019年1月30日・2月22日）
- あさイチ（2018年4月12日） - 「JAPA-NAVI ニッポンのど真ん中 東京駅界わい」ナビゲーター
- 旬感☆ゴトーチ!「新緑の和洋折衷庭園〜東京 旧古河庭園〜」（2018年5月30日）

福島放送局時代
- 福島県のニュース・リポート
- 放送部副部長（2019年6月-2023年3月）→コンテンツセンターアナウンスグループ統括（2023年4月-6月）
- こでらんに5（編集責任者）
- 福島放送局制作番組の編集責任者
- 番組統括（2019年6月-2023年6月）
- はまなかあいづToday（編集責任者・芳賀健太郎のキャスター代行など）
- NHKニュース845ふくしま（不定期）
- おはようふくしま（不定期）
- 緊急報道（福島放送局発）

東京アナウンス室時代（2度目）
- ニュース645福岡（かつて勤務経験のある福岡放送局への応援派遣、2025年5月10日）
- 九州・沖縄地方のニュース（かつて勤務経験のある福岡放送局への応援派遣、2025年5月11日-12日）
- デスク業務